# Aleksiej Funtikow
Aleksiej Afanasjewicz Funtikow, ros. Алексей Афанасьевич Фунтиков (ur. 17 marca?/30 marca 1902 we wsi Nowaja w guberni twerskiej, zm. ?) – radziecki wojskowy (podpułkownik), szef sztabu 2 Dywizji Piechoty Sił Zbrojnych Komitetu Wyzwolenia Narodów Rosji pod koniec II wojny światowej.
W 1913 r. ukończył szkołę wiejską. W połowie listopada 1920 r. został zmobilizowany do wojska bolszewickiego. W połowie kwietnia 1921 r. ukończył szkołę pułkową Twerskiego Pułku Terytorialnego. Następnie służył w starickim wojenkomacie ujezdnym. Pod koniec sierpnia 1924 r. ukończył moskiewską szkołę wojskowo-polityczną, po czym objął funkcję zastępcy komisarza politycznego kompanii 53 Pułku Strzeleckiego 18 Dywizji Strzeleckiej. W połowie października 1927 r. ukończył kijowską szkołę piechoty. Został dowódcą plutonu 111 Pułku Strzeleckiego 37 Dywizji Strzeleckiej. Od początku grudnia 1930 r. dowodził plutonem szkoły pułkowej. Na początku grudnia 1931 r. został wykładowcą wojskowym w Briańsku. Od końca czerwca 1936 r. pełnił funkcję szefa sztabu batalionu 111 Pułku Strzeleckiego. Od końca sierpnia 1937 r. był zastępcą szefa sztabu pułku. W sierpniu 1938 r. ukończył akademię wojskową w Moskwie. Awansował do stopnia majora. Został szefem oddziału operacyjnego sztabu 69 Dywizji Strzeleckiej. W połowie marca 1941 r. objął funkcję zastępcy szefa sztabu 69 Dywizji Zmechanizowanej. Jednocześnie zajmował poprzednie stanowisko. Pod koniec maja tego roku awansował na podpułkownika. Od końca lipca był zastępcą szefa sztabu i szefem oddziału operacyjnego 35 Armii. Na początku marca 1942 r. został szefem sztabu 422 Dywizji Strzeleckiej, zaś pod koniec kwietnia tego roku szefem sztabu XXXV Gwardyjskiego Korpusu Strzeleckiego. Na pocz. sierpnia objął funkcję szefa sztabu XXXXIX Korpusu Strzeleckiego. Pod koniec października dostał się do niewoli niemieckiej, będąc ciężko rannym w głowę. Po wyleczeniu przebywał w różnych obozach jenieckich. Pod koniec grudnia 1944 r. wstąpił do nowo formowanych Sił Zbrojnych Komitetu Wyzwolenia Narodów Rosji, uzyskując stopień pułkownika. Odkomenderowano go do rezerwy oficerskiej. Na początku lutego 1945 r. objął funkcję szefa sztabu 2 Dywizji Piechoty Sił Zbrojnych KONR. 27 kwietnia tego roku wraz z grupą członków sztabu dywizji poddał się Amerykanom. W poł. czerwca został przekazany Sowietom. Po procesie został skazany na początku sierpnia 1946 r. na karę 10 lat łagrów. Dalsze jego losy są nieznane.